# محمد عبد المعطي
محمد عبد المعطي، ممثل مصري.

## عن حياته
ممثل تليفزيوني ومسرحي مصري، بدأ نشاطه الفني في منتصف الثمانينيات، ونال شهرته سريعا عندما أدى دور عبد المتجلي في مسلسل «سنبل بعد المليون» عام 1987، حيث وعد سنبل أن يحول له الصحراء جنة بتوليد الكهرباء وتحلية ماء البحر ولم يفعل شيئا. ومن مسلسلاته «دموع صاحبة الجلالة 1993» و«الزيني بركات 1995» و«في أيد أمينة 2008». كما أدى دور صفوت صاحب نادي الفيديو في فيلم «إتش دبور2008»، ودور صابر الشينيشي والد شمم (إيمان غنيم) في مسلسل «العراف» مع عادل امام عام 2013. 
كما أنه يشتغل كأستاذ بالمعهد العالي للفنون المسرحية ومخرج مسرحي.

## من أعماله

### المسلسلات
- ألف ليلة وليلة
- الكبير أوى 4
- فيس أبوك
- قلوب
- الزوجة الثانية
- العراف
- آسيا
- البرينس
- اللص والكتاب

### الأفلام
- مصور قتيل
- H دبووور
- لولاكى

### المسرحيات
- الدور الرابع شقة 9

### الفوازير
- الدنيا لعبة
- عجايب صندوق الدنيا

### سهرات تلفزيونية
- شوق
- المرافئ النائية
- محاكمة عم حسان
- الثانوية العامة

## روابط خارجية
- محمد عبد المعطي على موقع قاعدة بيانات الأفلام العربية